# افسردگی سایکوتیک
افسردگی سایکوتیک یا افسردگی روان‌پریشانه (به انگلیسی: Psychotic depression) یک دوره افسردگی بوده که با علائم روان‌پریشی همراه است. این اختلال می‌تواند در زمینهٔ اختلال دوقطبی یا اختلال افسردگی عمده نیز رخ دهد. تشخیص افتراقی افسردگی سایکوتیک از اختلال اسکیزوافکتیو، تشخیصی که مستلزم وجود علائم روان پریشی به مدت حداقل دو هفته بدون هیچ گونه علائم خلقی است، می‌تواند دشوار باشد و افسردگی روان‌پریشانه تک قطبی نیز مستلزم آن است که ویژگی‌های روان پریشی تنها در طول دوره‌های افسردگی عمده بدون علائم اختلالات خلفی دیگر رخ دهد.
تشخیص با استفاده از دی‌اس‌ام-۵ شامل رعایت معیارهای یک دوره افسردگی عمده، همراه با معیارهای مشخص‌کننده «ویژگی‌های روان‌پریشی متناسب با خلق و خو یا نامتجانس با خلق» است.

## طبقه‌بندی
افسردگی سایکوتیک هنگامی رخ می‌دهد که اختلال افسردگی عمده با علائم و نشانه‌های روان‌پریشی همراه باشد. با وجود اینکه تعریف افسردگی روان‌پریشانه در طول سال‌ها دستخوش تغییرات اساسی شده‌است، همچون دیگر طیف افسردگی، نوعی از اختلالات خلقی به‌شمار می‌رود.
در گذشته افسردگی سایکوتیک صرفاً هنگام وجود اختلال افسردگی شدید با یا بدون علائم هذیان و توهم، که ویژگی‌های سنتی تعیین‌کننده روان پریشی هستند، تعریف می‌شد. در این تعریف، افسردگی روان پریشانه، از لحاظ شدت در انتهای طیف افسردگی قرار می‌گرفت.
پس از گزارش‌هایی مبنی بر اینکه افسردگی عمدهٔ همراه با هذیان پاسخ درمانی متفاوتی نسبت به افسردگی عمدهٔ بدون هذیان دارد، تعریف افسردگی سایکوتیک در DSM-III تغییر کرد. در این ویرایش، علاوه بر وجود بی‌حسی ناشی از افسردگی، رخداد توهم و هذیان نیز برای تشخیص ابتلا ضروری شد. اگرچه DSM-III آسیب شدید روانی را به عنوان معیار اولیه برای روان پریشی حذف کرد، این معیار در طبقه‌بندی بین‌المللی بیماری‌ها (ICD) همچنان باقی ماند. بر اساس معیارهای ICD-10، افسردگی سایکوتیک به عنوان نوعی افسردگی عمده شدید با علائم روان پریشی طبقه‌بندی می‌شود. با این حال، نسخه بعدی (ICD-11) وجود توهم، هذیان و شدت مشخصی از افسردگی را به ملاک‌های تشخیصی خود اضافه کرد.
در DSM-IV، افسردگی روان پریشانه، زیرگروه شدید از افسردگی عمده محسوب می‌شد که با هذیان یا توهم همراه است؛ اما راهنمای تشخیصی و آماری اختلال‌های روانی در ویرایش پنجم (DSM-5) خود تغییرات بسیاری در طبقه‌بندی افسردگی سایکوتیک ایجاد نمود. بر این اساس افسردگی سایکوتیک همچنان به عنوان یک زیرشاخه از افسردگی عمده محسوب می‌شود، اما تشخیص آن مستقل از شدت، به همزمانی افسردگی و روان پریشی بستگی دارد، به طوری که برای توجیه تشخیص افسردگی روان پریشانه لازم به افسردگی شدید نباشد. بر اساس، DSM-5 ویژگی‌های روان پریشیِ همراه با دیس‌تایمی و افسردگی عمده نیز برای تشخیص این بیماری در نظر گرفته می‌شود و ویژگی‌های روان‌پریشانه تنها تابع شدت افسردگی نیستند. این تغییر نشان دهنده این موضوع است که بسیاری از اختلالات افسردگی سایکوتیک می‌توانند با یا بدون هذیان و توهم رخ دهند و پیامدهای متفاوتی برای درمان و پیش‌آگهی داشته باشند، برای مثال «افسردگی روان‌پریشانه کاتاتونیک»، «افسردگی روان‌پریشانه معادل» و «افسردگی روان‌پریشانه دیررس» زیر شاخه‌هایی از افسردگی سایکوتیک بوده که روش‌های درمانی متفاوتی را نیاز دارند.
در سایر سیستم‌های تشخیصی، مفهوم افسردگی سایکوتیک شامل دامنه‌های متفاوتی از نظر شدت است که منجر به تحریف واقعیت، افسردگی مالیخولیایی، افسردگی درون‌زا یا افسردگی روان‌رنجور می‌گردد (در این زمینه به عنوان افسردگی با علت روانی-اجتماعی در نظر گرفته می‌شود)، با این حال همه این طبقه‌بندی‌ها، افسردگی روان پریشانه را زیرگروهی از اختلال افسردگی عمده (MDD) اما چالش‌برانگیز تر از آن می‌دانند، زیرا برای درمان آن به طیف مختلفی از روش‌های پزشکیِ غیر متداخل نیاز است.

## علائم و نشانه‌ها
افراد مبتلا به افسردگی روان‌پریشانه علائم افسردگی عمده را همراه با یک یا چند علامت روان پریشی از جمله هذیان یا توهم تجربه می‌کنند؛ این علائم می‌توانند بازه مختلفی از نظر شدت و گوناگونی داشته باشند. مانند سایر دوره‌های افسردگی، افسردگی روان پریشانه معمولاً اپیزودیک است و علائم آن برای مدت معینی آشکار و سپس فروکش می‌کنند. در حالی که افسردگی روان پریشانه می‌تواند مزمن باشد (بیش از ۲ سال طول بکشد)، اغلب دوره‌های افسردگی کمتر از ۲۴ ماه هستند. با وجود مشخص بودن علائم کلیدی این اختلال، مانند علائم افسردگی (احساس گناه و بی‌ارزشی، تفکر خودکشی و پوچی) و روان‌پریشی (ویژگی‌هایی مانند عقب ماندگی روانی حرکتی، پارانویا، توهم، هذیان، عدم پاسخ به داروهای ضد افسردگی سه حلقه ای، پاسخ خوب به ECT)، همچنان معیارهای تشخیصی خاص که بتواند به عنوان چارچوبی برای درک ابتلا افسردگی سایکوتیک در نظر گرفته شود، وجود ندارد.
در حالی که افسردگی سایکوتیک اغلب شدید است، بیماران غیر سایکوتیک نیز می‌توانند به همان اندازه، افسردگی شدید را تجربه کنند و برخی از مواردِ افسردگیِ بدون توهم یا هذیان، نسبت به دارندگان این علائم، شدیدتر تشخیص داده شده‌اند. به همین علت افسردگی شدید معمولاً به عنوان علائم ضروری افسردگی روان پریشانه در نظر گرفته نمی‌شود. برخی از شواهد نشان می‌دهد تعدادی از علائم دیگر از جمله خلق افسرده، پارانویا، هیپوکندریازیس، اضطراب، محتوای فکری غیرمعمول، اختلالات روانی حرکتی و افزایش احساس گناه در افراد مبتلا به افسردگی سایکوتیک به مراتب شدیدتر از مبتلایان به افسردگی غیر سایکوتیک است، بنابراین، به نظر می‌رسد که اگرچه مبتلایان به افسردگی روان‌پریشانه، اغلب نمرات افسردگی بالاتری دارند، این مسئله ممکن است به دلیل وجود علائم خاص و مضاعف آن باشد. ویژگی‌هایی اغلب با افسردگی روان پریشانه همراه است که می‌تواند به عنوان سرنخ‌هایی برای وجود روان پریشی در بیمارانی که در ابتدا چنین علائمی را انکار می‌کنند، در نظر گرفته شود این علائم با بیداری زود هنگام، آژیتاسیون، کم‌توانی ذهنی، سرزنش بیش از حد خود، احساس گناه، مشغله ذهنی، گیجی و اختلال شناختی مشخص، می‌شود.

### روان‌پریشی
روان پریشی معمولاً خود را به صورت توهم و هذیان‌های نهیلیستی و با این باور که اتفاقات بدی در شرف وقوع است، نشان می‌دهد. توهم در ۸۰ درصد و هذیان در ۲۲ درصد از جوانان دارای افسردگی سایکوتیک رخ می‌دهد. توهمات شنوایی شایع‌ترین شکل توهم بوده، اما اغلب با توهمات بینایی، بویایی یا لمسی همراه هستند. شایع‌ترین هذیان‌ها در بیماران نوجوان، هذیان‌های مرجع، توانایی خواندن ذهن و پخش افکار است. کودکان معمولاً به دلیل ترس از تنبیه شدن برای گفتن چیزهایی که بزرگسالان فکر می‌کنند درست نیست، ایده‌های هذیانی خود را گزارش نمی‌دهند. هر گونه علائم روان پریشی در بیماران جوان و مبتلا به افسردگی احتمال پیامد دوقطبی را افزایش می‌دهد.

### افسردگی
افسردگی عمده به‌طور مشخصی بر عملکرد روانی-اجتماعی فرد مانند جنبه‌های ارتباطی خانوادگی، زندگی شغلی، تحصیلی، خواب و سلامت عمومی تأثیر بگذارد. فردی که در یک دوره افسردگی به‌سر می‌برد معمولاً خلق و خوی غیرطبیعی را تجربه می‌کند که در تمام جنبه‌های زندگی اثر گذاشته و توانایی تجربهٔ لذت در فعالیت‌هایی مختلف را از دست می‌دهد. افراد افسرده ممکن است درگیر افکاری نظیر غم و اندوه مداوم، احساس پوچی، احساس گناه یا پشیمانی نامشخص، درماندگی یا ناامیدی شوند و در مورد آن‌ها نشخوار ذهنی را تجربه کنند. سایر علائم افسردگی شامل عدم تمرکز و حافظه ضعیف، کناره‌گیری از موقعیت‌ها و فعالیت‌های اجتماعی، کاهش میل جنسی، تحریک‌پذیری و افکار مرگ یا خودکشی است. افسردگی در برخی سبب بی‌خوابی و کاهش کیفیت خواب و در موارد دیگر موجب پرخوابی می‌شود. یک فرد افسرده ممکن است علائم فیزیکی متعددی مانند خستگی، سردرد یا مشکلات گوارشی را نیز تجربه کند. هنگام افسردگی، اشتها اغلب کاهش و در نتیجه کاهش وزن رخ می‌دهد، هر چند برخی اوقات افزایش اشتها و افزایش وزن نیز اتفاق می‌افتد. در مواردی اطرافیان ممکن است متوجه آژیتاسیون یا بی‌حالی فرد شوند یا در بیماران مسن اختلالات شناختی مانند فراموشی و کاهش قابل توجه تحرک را مشاهده کنند.

## تشخیص
تغییر معیارهای تشخیصی، تفسیر تحقیقات صورت گرفته بر افسردگی سایکوتیک، در طول سالیان مختلف، را دشوار می‌کند. پیامدهای بالینی و نظری یک مطالعه به این بستگی دارد که هذیان، توهم، افسردگی شدید، مالیخولیا، تک قطبی یا دوقطبی بودن، با یا بدون روان پریشی بودن نیز به عنوان ملاک‌های تشخیصی در نظر گرفته شده‌اند یا خیر. تفسیر نتایج زمانی مشکل می‌شود که وجود سابقهٔ روان پریشی در افراد نیز مورد توجه قرار بگیرد.
اهمیت تشخیصی و پیش آگهی خلق و خوی همخوان (خلق افسرده یا شیدایی) و علائم روان پریشی ناسازگار با خلق و خو در اختلالات خلقی موضوع تحقیقات متعددی است. برخی از پزشکان پیشنهاد می‌کنند که ویژگی‌های روان‌پریشی ناسازگار خلقی نشان‌دهنده یک زیرشاخه متمایز از افسردگی روان‌پریشی با پیش‌آگهی بدتر بدون توجه به شدت افسردگی است. در معیارهای تشخیصی تحقیقاتی، اختلالات خلقی با علائم روان پریشی نامتجانس خلقی، بر اساس اینکه ناهماهنگی خلق، سیر بدتری از اختلالات خلقی را منتقل می‌کند، در زیر اختلال اسکیزوافکتیو دسته‌بندی می‌شوند. از سوی دیگر، در بیماران دارای علائم ناسازگار خلقی، ناهمگونی قابل توجهی از علائم وجود دارد. یکی از ویژگی‌های افسردگی روان‌پریشیِ دوقطبی مجموعه ای از عناصر ترکیبی خلق و خوی و انرژی است که می‌توانند منجر به این شود که بیماران به اندازه‌ای که احساس می‌کنند افسرده به نظر نرسند و همچنان بدون درمان باقی بمانند. علائم چنین بیمارانی ممکن است اغراق‌آمیز یا نشان دهنده اختلال شخصیت به حساب آیند که سبب نادیده گرفتن تشخیص واقعی می‌شوند. یکی دیگر از ویژگی‌های افسردگی روان‌پریشانه دوقطبی که به راحتی نادیده گرفته می‌شود، وقوع مکرر توهمات غیر شنوایی است. توهمات بینایی در افسردگی دوقطبی بیشتر از افسردگی تک قطبی رخ می‌دهد، اما توهمات بویایی و لمسی نیز نادر نیستند. توهمات دراماتیک و ناسازگار خلقی معمولاً توسط بیمارانی که لزوماً توسط آنها آشفته نمی‌شوند پنهان و برای بیان داشتن این علائم نیاز به اصرار دارند. بیماران افسرده ممکن است علائم روانپریشی را به حداقل برسانند یا گزارش نکنند زیرا فکر نمی‌کنند که غیرطبیعی باشند یا نمی‌خواهند بیمار به حساب آیند یا علائم روان پریشی را در یک حالت روانی (مثلاً در زمان شیدایی) یا زمانی که در وضعیت دیگری هستند (مثلاً زمان افسردگی) به خاطر نیاورند. برخی دیگر از مبتلایان نیز زمانی که از آن‌ها پرسیده شود «آیا چیزهای غیرعادی را می‌بینند یا می‌شنوند یا احساس آزار و اذیت می‌کنند»، به اندازه کافی انتزاعی و کلی فکر نمی‌کنند تا به سؤالات کلی در رابطه با توهماتشان پاسخ دهند، اما اگر از آنها در مورد توهمات و هذیان‌های خاص سؤال شود، می‌توانند به این سوالات پاسخ دهند.
داده‌های مؤسسه ملی سلامت روان (NIMH) در مطالعه دارودرمانی افسردگی سایکوتیک (STOP-PD) نشان می‌دهد که پزشکان اغلب به دلیل عدم شناخت ویژگی‌های روان‌پریشی، افسردگی روان‌پریشانه را به صورت صحیح تشخیص نمی‌دهند. در این مطالعه ۲۷ درصد از ۱۳۰ بیماران با علائم ساده و آشکار افسردگی سایکوتیک که توسط معیارهای تحقیقاتی، مبتلا شناخته شده بودند تشخیص داده نشدند. این احتمال وجود دارد که میزان تشخیص نادرست مشاهده شده در این مطالعه، یک تخمین محافظه کارانه از میزان حقیقی آن در جمعیت کلی بالینی باشد، زیرا بیمارانی که دارای شرایط همراه مانند سابقه سوء مصرف مواد در ۳ ماه گذشته یا شرایط پزشکی ناپایدار بودند، از این مطالعه حذف گردیدند.
دستورالعمل‌های بالینی برای تشخیص باید بر جنبه‌های مربوط به تکرار اپیزود (یک بار یا دوره‌ای)، بهبود علائم، توجه به ظاهر علائم روان‌پریشی و همچنین شدت آنها تمرکز داشته باشد. برای ارزیابی کمی این پارامترها، از مقیاس رتبه‌بندی افسردگی همیلتون (HAM-D) استفاده می‌شود که برای هر معیار بالینی یک سؤال را مشخص و به هر کدام از آنها نمره معینی می‌دهد؛ میزان نمره نهایی در مجموع بین مقادیر ۰ تا ۵۶ خواهد بود.

## علل بیماری
علت اصلی افسردگی سایکوتیک هنوز مشخص نیست، اما به‌طور کلی اعتقاد بر این است که اختلالات مرتبط با افسردگی بیماری‌هایی چند عاملی هستند که در اثر تعامل جنبه‌های اجتماعی، روانی و بیولوژیکی ایجاد می‌شوند. تا به امروزه، هیچ نظریه پاتولوژیک دقیقی وجود ندارد که بتواند به‌طور مستقل پاتوژنز آن را که شامل جنبه‌های ژنتیک، نوروبیولوژی و تصویربرداری عصبی باشد، توضیح دهد.
اگرچه این ارتباط مورد تردید قرار گرفته، اما به نظر می‌آید، سابقه خانوادگی اختلالات روان پریشیِ متنوع از جمله اسکیزوفرنی، اختلال دوقطبی سایکوتیک و افسردگی سایکوتیک معمول تر از افسردگی غیر سایکوتیک باشد. علاوه بر این، شواهدی مبنی بر شباهت محتوای هذیان‌ها و توهمات در بستگان روان پریشِ مبتلایان به افسردگی سایکوتیک، بدون توجه به نوع اختلال روان‌پریشی، وجود دارد که نشان دهنده یک فنوتیپ روان پریشی فرا تشخیصی است که با سندرم‌های روان پریشی عاطفی و غیر عاطفی همپوشانی دارد و ممکن است با شدت بیشتری نسبت به افسردگی در اختلال دوقطبی بیان شود. ویژگی فراتشخیصی روان پریشی توسط یک مطالعه هم‌گروهی دانمارکی پشتیبانی می‌شود که نشان می‌دهد تجربیات روان پریشانه تحت بالینی (بدون هیچ اختلال روان پریشی خاصی) در افراد مورد آزمایشِ سنین ۱۱ تا ۱۲ سالگی، با سابقه خانوادگی روان پریشی همراه بوده‌است. این نوع تحقیقات بیان می‌دارد که روان‌پریشی ویژگی‌ای است که می‌تواند در انواع اختلالات از جمله اسکیزوفرنی، اختلال اسکیزوافکتیو، اختلال دوقطبی، افسردگی و احتمالاً سایر شرایط پیچیده با ویژگی‌های روان‌پریشی مانند اختلال استرس پس از سانحه (PTSD)، اختلالات شخصیتی خاص و هذیان رخ دهد، اما صفت ژنتیکی آن مستقل از سایر اختلالاتِ همراه، منتقل می‌شود و همزمانی صفت روان پریشی با یک اختلال خلقیِ اکتسابی می‌تواند یک اختلال خلقی-روان پریشی به خصوص را ایجاد کند.
تصور می‌شود صفت روان پریشی به تعداد نسبتاً کمی از توالی‌های ژنی در کروموزوم‌های X و Y (پروتوکادرین XY) مرتبط است که مولکول‌های چسبنده سلولی مغزی را رمزگذاری می‌کنند و در تکامل زبان انسان نقش دارند. آستانه بیان صفت روان پریشی ممکن است با تغییرات اپی‌ژنتیک مرتبط با اختلال خلقی اولیه کاهش یابد و زمانی که اختلال خلقی به سطح مشخصی از شدت رسید، ظاهر شود.

## پاتوفیزیولوژی
چندین سیستم یا محور، مانند عدم تعادل اکسیدان-آنتی‌اکسیدان، اختلال عملکرد میتوکندری، و ژن‌های مرتبط با ریتم شبانه‌روزی (به ویژه ژن‌های حیاتی)، فعل و انفعالات بدنی (به عنوان مثال، تعامل بین HPA و متابولیسم میتوکندری و تعامل متقابل بین استرس اکسیداتیو و التهاب) در پاتوفیزیولوژی کلی اختلالات افسردگی دخیل هستند.
تعدادی ویژگی بیولوژیکی وجود دارد که ممکن است افسردگی سایکوتیک را از افسردگی غیر روان پریشی متمایز کند. مهم‌ترین تفاوت می‌تواند وجود یک ناهنجاری در محور هیپوتالاموس-هیپوفیز-آدرنال (HPA) باشد. به نظر می‌رسد که محور HPA در افسردگی سایکوتیک به صورت صحیحی تنظیم نمی‌شود، زیرا با آزمایش سرکوب دگزامتازون سطوح بالاتر کورتیزول را به دنبال تجویز دگزامتازون نشان می‌دهد (یعنی سرکوب کورتیزول کمتر). همچنین افراد مبتلا به افسردگی روان پریشانه نسبتِ بطن-مغز بالاتری از افراد مبتلا به افسردگی غیرسایکوتیک و هیپوکامپ کوچک‌تری نسبت به افراد معمول دارند.
اختلال در اتصال ساختاری و عملکردی مغز نقش مهمی در مکانیسم بیماری افسردگی و روان پریشی دارد. نتایج نشان می‌دهد قشر پیش‌پیشانیِ خلفی-جانبی نیم‌کره راست (DLPFC) در تشکیل و غلبه بر هذیان دارای نقش بسزایی است. بیماران افسرده با علائم سایکوتیک کاهش قابل توجهی در اتصال عملکردی (FC) بین هیپوتالاموس و قشر سینگولیت قدامی را در مقایسه با بیماران بدون علائم روان پریشی نشان داده‌اند.

## درمان
افسردگی روان پریشانه میزان بهبودی خود به خودی پایینی دارد. در مطالعات اولیه برروی بیماری، نرخ پاسخ دارونما نزدیک به صفر بود، اما مطالعات اخیر نرخ پاسخ به دارونما را تا ۳۰ درصد گزارش می‌کنند. اگرچه رویکردهای شناختی می‌توانند علائم را در بیماران اختلال خلقی با هذیان بهبود بخشند، جدای از اَشکال کمتر پیچیدهٔ افسردگی، پاسخ به روان درمانی به تنهایی ناچیز شناخته شده‌است. روان‌درمانی‌هایی که معمولاً به منظور بهبود شرایط بیماری صورت می‌گیرد شامل فعال سازی رفتاری، درمان مبتنی بر پذیرش و تعهد، و درمان افسردگی مبتنی بر پذیرش و رفتار (ترکیبی از درمان فعال سازی رفتاری و درمان پذیرش و تعهد) هستند؛ با این وجود، درمان‌های جسمی به عنوان پایه اصلی درمان باقی می‌مانند. رویکرد دارویی افسردگی سایکوتیک وابسته به اینکه روان پریشی را به عنوان اختلالی مجزا در نظر گرفته شود یا اختلالی در انتهای طیف افسردگی، تغییر می‌کند. اگر افسردگی بسیار شدید باشد، یک داروی ضد افسردگی با دوز مناسب، به همراه یکی از درمان‌های روانی استاندارد، می‌تواند مؤثر واقع شود.

### دارودرمانی
مطالعات اولیه دارویی برای افسردگی سایکوتیک شامل داروهای ضدافسردگی سه‌حلقه‌ای (TCAs) و داروهای ضدروان پریشی نسل اول (نورولپتیک‌ها) بود. مروری بر مطالعات تصادفی‌سازی شده بین سال‌های ۱۹۶۶ و ۲۰۰۴، که تنها در یکی از آنها از دارونما استفاده می‌شد، نرخ پاسخ به آمی‌تریپتیلین، پرفنازین، یا ترکیبی از آن را به ترتیب ۴۱، ۱۹ و ۷۸ درصد را گزارش کرد. در مطالعه دیگری نرخ پاسخ با آمی‌تریپتیلین به همراه پرفنازین ۸۶ درصد و با آموکساپین، متابولیت داروی ضد روان پریشی لوکساپین، که دارای خواص ضد افسردگی و ضد روان پریشی است، ۸۲ درصد بود. یک مرور سیستماتیک بSه روز شده در ۱۱ نشریه که در مجموع ۹۲۹ بیمار را شامل می‌شد، تأیید کرد که ترکیب یک داروی ضدافسردگی و یک داروی ضد روان پریشی (درمان ترکیبی) نسبت به یک دارو به تنهایی و دارونما، در کاهش علائم افسردگی در افسردگی روان‌پریشانه موثرتر است. یافته‌ها به دلیل تنوع قابل توجه بین مطالعات و همچنین ناهمگنی بیماران و سوگیری اندکِ تحقیقاتی، مورد توجه قرار گرفت. متاآنالیز ۸ مرحله حاد در ۷۶۲ بزرگسال مبتلا به افسردگی سایکوتیک که تا فوریه ۲۰۱۱ انجام شد، نشان داد که درمان ترکیبی به‌طور قابل توجهی نسبت به تک درمانی ضد افسردگی برای اثربخشی بر شدت بیماری، بهتر است، اما این مسئله برای اثر بخشی برای علائم روان‌پریشی یا اضطراب وجود ندارد. همچنین بررسی‌ها نشان داده، فنلزین به عنوان مهارکننده منوآمین اکسیداز (MAOI) نسبت به داروهای ضدافسردگی‌های سه حلقه ای موثرتر نیست. مطالعات داروهای ضد روان پریشی جدیدتر و داروهای ضد افسردگی در افسردگی سایکوتیک عمدتاً شامل نسل دوم آنتی سایکوتیک‌ها و مهارکننده انتخابی بازجذب سروتونین بوده‌است. یک مطالعه چند مرکزی بیمارانی که اکثر آنها علائم روان پریشی همخوان با خلق داشتند به‌طور تصادفی با دارونما، اولانزاپین یا ترکیبی از اولانزاپین و فلوکستین تحت بررسی قرار گرفتند، ترکیب اولانزاپین و فلوکستین به‌طور قابل توجهی موثرتر از دارونما بود (نمرات مقیاس درجه‌بندی افسردگی همیلتون (HDRS) 38.4 در ترکیب دارویی و ۲۰٫۹ در دارونما گزارش شد).
مطالعه دارودرمانی افسردگی سایکوتیک (STOP-PD) که از اولانزاپین و سرترالین برای درمان بیماران استفاده شد، نرخ بهبودی ۴۲٪ برای درمان ترکیبی در مقابل ۲۴٪ با اولانزاپین تک درمانی را نشان داد. هر چند در پایان این مطالعه، ۴۵ درصد از بیماران همچنان علائم روان پریشی را بدون بهبود معنی‌داری تجربه می‌کردند. بر اساس نمرات مقیاس همیلتون، درمان ترکیبی نسبت تک درمان اولانزاپین اثر ضد افسردگی بهتر و اثر ضد روان پریشی یکسانی دارد. مصرف ونلافاکسین به همراه کوئتیاپین نیز بهبود دو برابری نسبت استفاده از ونلافاکسین به تنهایی نشان می‌دهد. به‌طور کلی، درمان‌های ترکیبی نسبت به تک درمان‌ها از اثر بخشی بهتری برای درمان علائم برخوردار است.

## پیش‌آگهی
سیر دوره‌های افسردگی در افرادی که ویژگی‌های روان پریشی نیز از خود نشان می‌دهند متفاوت است. بیماران دارای علائم سایکوتیک اغلب دوره‌های طولانی‌تری از بیماری را تجربه می‌کنند و احتمال عود افسردگی و بازگشت آن نیز بیشتر است. برخی محققان بر ای باور اند که افسردگی روان‌پریشانه دارای عوارض، نرخ خودکشی و اختلالات خواب بالاتری بوده، اگرچه مورد دوم بحث‌برانگیز است. برخی از بررسی‌ها نشان می‌دهند که افسردگی سایکوتیک نسبت به افسردگی غیر سایکوتیک با افزایش دو برابری مرگ‌ومیر همراه است؛ این بررسی‌ها با لحاظ نمودن سن و بیماری‌های زمینه ای صورت گرفت و به دلیل افزایش نرخ خودکشی نبود.
از آنجایی که دوره‌های بدون روان پریشی در بیماران با سابقه افسردگی سایکوتیک اغلب کوتاه‌تر از دوره‌های دارای روان پریشی هستند، ممکن است ابتدا سطح مشخصی از شدت اختلال خلقی برای بروز روان پریشی ضروری باشد. اغلب پس از چندین دوره افسردگی بدون روان پریشی، روان پریشی تمایل به عود و تکرار در دوره‌های بعدی دارد، هر چند دوره‌های متوالی معمولاً آنقدر شدید نیستند. اگرچه روان پریشی ممکن است با هر دوره افسردگی همراه نباشد، پس از وقوع آن، به عنوان یک ویژگی مستقل از افسردگی عمل کرده به گونه ای که اختلال خلقی را به صورت اساسی تغییر می‌دهد و شرایط بیمار را از سایر اَشکال افسردگی متمایز می‌کند. این مسئله سبب می‌شود روند و پاسخ درمانی اختلالات خلقی نیازمند تغییر باشد تا علائم بیماری به بهترین نحو مدیریت شود.
بیماران مبتلا به افسردگی سایکوتیک و بستگان آنها، به‌ویژه آن‌هایی که در سنین پایینِ ابتلا هستند، ممکن است نسبت به بیماران افسرده غیرسایکوتیک بیشتر در معرض خطر ابتلا به اختلال دوقطبی باشند. این دوره‌های افسردگی دوقطبی بیشتری از افسردگی تک قطبی با علائم روان پریشی همراه هستند. در واقع، یک پیش‌بینی‌کننده قوی روان‌پریشی در جریان اختلالات خلقی، دوقطبی بودن است. از بزرگسالان مبتلا به افسردگی روان‌پریشانه در نمونه‌های جامعه، ۴۸٫۵٪ تشخیص اختلال دوقطبی I و ۱۰٫۵٪ تشخیص اختلال دوقطبی II را دریافت کرده‌اند. تشخیص نهایی اختلال دوقطبی به ویژه در افسردگی روان‌پریشانه زودرس شایع است. بستگان بیماران مبتلا به افسردگی سایکوتیک نسبت به بستگان بیماران مبتلا به افسردگی غیر سایکوتیک میزان بیشتری از اختلال دوقطبی را تجربه می‌کنند. روان پریشیِ همراه با اختلال دو قطبی یا افسردگی، با سن کمتر شروع اختلال، علائم عاطفی و مزمن بیشتر، امکان بستری شدن و بستری بودن طولانی مدت، عوارض روانی بیشتر و پیش‌آگهی ضعیف تر نسبت به افسردگیِ صِرف، همراه است.
در میان بیماران مبتلا به اختلالات خلقی روان پریشانه، توهم در کودکان و نوجوانان نسبت به بزرگسالان بیشتر اتفاق می‌افتد. تجارب روان پریشی «تحت بالینی» مختصر در حدود ۷ تا ۱۰ درصد از جمعیت عمومی، ۱۷ درصد از کودکان ۹ تا ۱۲ ساله و ۷٫۵ درصد از نوجوانان رخ می‌دهد. با این حال، این علائم از نظر کیفی با روان پریشی مرتبط «بالینی» متفاوت است. به عنوان مثال، تجربیات ماوراء الطبیعه و جادویی در افرادی که بیمار نیستند بسیار بیشتر از پارانویا، تجربیات عجیب و غریب و توهمات رخ می‌دهند و با وقوع پریشانی و ناتوانی مرتبط اند. تجارب روان پریشی تحت بالینی در ۸۰ درصد افراد گذرا هستند، اما ۲۰ درصد ممکن است تجارب روان پریشی مداوم داشته باشند و ۷ درصد به اختلال روان پریشی، ختم می‌شود که از این میزان کمتر از ۱ درصد، به صورت سالانه اختلال را تجربه می‌کنند. تداوم روان پریشی در افرادی که تجربیات آسیب زا در گذشته یا سابقه خانوادگی هر گونه اختلال روانپریشی دارند، بیشتر است. همچنین افرادی که چندین تجربه روان پریشی تحت بالینی را گزارش می‌کنند، نرخ بالاتری از تجربیات سالانه روان پریشی، با خطر ۲۲ درصدی ابتلا به اختلال روان پریشی در عرض ۱ سال و خطر ۳۶ درصدی برای ابتلا پس از ۳ سال، دارند.
طی یک مطالعه نشان داده شد که بیمارانی که درمان مناسب برای افسردگی روان‌پریشانه دریافت می‌کردند و به مرحله «بهبود کامل» می‌رسند، کیفیت زندگیِ مشابهی با افراد بدون افسردگی سایکوتیک دارند.

## اپیدمیولوژی
تعاریف و روش‌های ارزیابی متفاوت سبب تخمین‌های متفاوتی از شیوع افسردگی سایکوتیک شده‌اند. شواهد نشان می‌دهد ۴ نفر از هر ۱۰۰۰ نفر از بزرگسال در جمعیت عمومی و ۱۴ تا ۳۰ نفر از هر ۱۰۰ نفر از افراد بالای ۶۰ سال مبتلا به این اختلال هستند. پنج تا ۲۰ درصد از بیماران سرپایی مبتلا به افسردگی تک قطبی ویژگی‌های روان پریشی را از خود نشان می‌دهند.
در بررسی‌های اجتماعی، ۱۰ تا ۱۹ درصد از بزرگسالانِ مبتلا به افسردگی عمدهٔ اپیزودیک (دوره‌ای)، دارای علائم روان پریشی تشخیص داده شده‌اند، این آمار در بیماران مبتلا به افسردگی عمده مزمن، به‌طور قابل توجهی بیشتر است؛ مطالعات در محیط‌های تخصصی نشان می‌دهد که ویژگی‌های روان پریشی در ۶ الی ۲۵٪ از بیماران مبتلا به افسردگی عمده وجود دارد. همچنین گزارش شده‌است که حدود ۲۵ تا ۴۵ درصد از بیماران بزرگسال مبتلا به افسردگی عمده و ۲۴ تا ۵۳ درصد از بیماران سالمندی که به دلیل افسردگی در بیمارستان بستری شده‌اند، دارای ویژگی‌های روان پریشی هستند. از آنجایی که علائم روان پریشی اغلب در بیماران افسرده، نادیده گرفته می‌شود، شیوع افسردگی روان پریشانه احتمالاً از میزان واقعی آن کمتر محاسبه شده‌است.
در نمونه‌های جامعه، ۹ تا ۳۵٪ از کودکان و ۵ تا ۱۱٪ از نوجوانان تجربه توهم را تأیید می‌کنند، با این حال، تفسیر تجربیات روان پریشانه در بیماران جوان تر دشوار است، زیرا کودکان معمولاً در تشخیص مسائل فانتزی از واقعیت مشکل دارند و این موضوع می‌تواند توضیح دهد که چرا ۷۵ تا ۹۰ درصد از چنین تجربیاتی، در کودکان گذرا هستند. از سوی دیگر، یک مرور سیستماتیک و متاآنالیز ۱۴ مطالعه از ۱۳ جامعهٔ مختلف (از ۲۹۵۱۷ نفر) نشان داد که تجارب روان پریشانه در دوران کودکی سه تا چهار برابر خطر ابتلا به اختلال خلقی یا روان پریشی را در آینده افزایش می‌دهد.
مطالعه ای دگیر بر روی ۲۰۰۰۰ بیمارِ ۱۵ ساله یا بیشتر نشان داد که ۱۸٫۵ درصد از افراد دارای معیارهای افسردگی عمده دوره‌ای ویژگی‌های روان پریشی را از خود نشان می‌دهند. گزارش شده‌است که حدود ۶۰ درصد از کودکانی که به دلیل افسردگی در بیمارستان بستری شده‌اند، علائم روان پریشی دارند. از آنجایی که بسیاری از بیماران جوان‌تر به والدین خود در مورد علائم روان‌پریشی نمی‌گویند، احتمالاً شیوع علائم روان‌پریشی در کودکان و نوجوانان افسرده نیز نسبت به میزان واقعی آن کمتر ارزیابی شده‌است.

## تحقیق
اگرچه پیشرفت قابل توجهی در مطالعه اختلالات طیف افسردگی در طول یک دهه گذشته انجام شده‌است، ناهمگونی این بیماری، اثربخشی، درمان و شکاف در ترجمهٔ پزشکی چالش‌های حیاتی هستند که همچنان بر طرف نشده‌اند. معضل اصلی، درک محدود نسبت به علل و پاتوفیزیولوژی افسردگی است، که مانع توسعه و کشف درمان موثرتر برای بهبود این نوع اختلالات می‌شود. مدل‌های حیوانی هنوز نمی‌توانند این اختلالات روانی ناهمگن و پیچیده را به‌طور کامل شبیه‌سازی کنند؛ بنابراین، چگونگی تطبیق مؤثر شاخص‌های اندازه‌گیری شده در حیوانات با شاخص‌های اندازه‌گیری شده در تحقیقات ژنتیکی یا توسعه داروهای ضد افسردگی جدید چالش مهم دیگری است.